# Zeugophora setosella
Zeugophora setosella es una especie de coleóptero de la familia Megalopodidae.

## Distribución geográfica
Habita en Filipinas.